# 親 (麻雀)
麻雀における親（おや）または荘家（ションチャ）とは、その局の東家のことを指す。親に対し、その局の南家、西家、北家を子（こ）または散家（サンチャ）という。
親は子の1.5倍の得点能力を有する。例えば、子で8000点の満貫は、親では12000点である。ただし、他家（すなわち子）に自摸和された場合は、他の子より2倍の支払いをしなければならない。例えば子が満貫を自摸和した場合は、他の子の2000点に対し、親は4000点を支払う。
その局に親が和了れば、連荘となり、次の局も同じ者が親になる。親が聴牌の状態で流局（荒牌平局）した場合、引き続き同じ者が親になるルールと、下家（自分から見て右側にいる面子）に親が交代するルールがあり、その場に応じてルールを確認する必要がある。
役満の天和は親にのみ認められる役であり、配牌時点で和了形が完成していることが条件となる。これに対し、子が配牌時点で聴牌し、最初の自摸で和了するものが地和である。